# Džob
Džob je český film Tomáše Vorla z roku 2025. Jedná se volné pokračováním filmu Vejška a Gympl.

## Synopse
Kamarádi Petr (Tomáš Vorel ml.) a Michal (Jiří Mádl) se spolu znají již od gymplu. Oba mají po studiích a žijí vlastními životy. Michal má dceru a manželku a pracuje ve velké společnosti. Petr je samotářský umělec a živí se výrobou reklamních předmětů. Jejich cesty opět spojuje graffiti, kterému se celý život věnovali.

## Obsazení
| Tomáš Vorel ml.    | Petr Kocourek            |
| Jiří Mádl          | Michal Kolman            |
| Ivana Chýlková     | Kolmanová                |
| Jan Kraus          | Kolman                   |
| Zuzana Bydžovská   | Kocourková               |
| Diana Dulínková    | Kristýna Kolmanová       |
| Tomáš Vorel        | policista                |
| Eva Josefíková     | Julie                    |
| Vilma Cibulková    | matka Kolmanovy manželky |
| Filip Vorel        | zrzoun                   |
| Kristýna Leichtová | zdravotní sestra         |
| Lukáš Cina         | Petrův bratr             |
| Ondřej David       | ředitel firmy            |
| Jakub Jenčík       |                          |
| Yzomandias         |                          |
| Shacke One         |                          |
|                    |                          |
|                    |                          |